# Jewgienij Drozdiecki
Jewgienij Iwanowicz Drozdiecki, Eugeniusz Drozdziecki, ros. Евгений Иванович Дроздецкий (ur. 6 lutego?/19 lutego 1905 w Petersburgu, zm. w 1996) – generał major Armii Radzieckiej, pełniący służbę czasowo w ludowym WP.

## Życiorys
Rosjanin, syn Iwana, skończył 3 klasy szkoły podstawowej, po wstąpieniu do Armii Czerwonej w 1928 ukończył Teoretyczny Kurs Szkoły Artylerii Polowej, a w 1929 Szkołę Artylerii Przeciwlotniczej. Później służył w jednostkach artylerii. W 1931 został przyjęty do WKP(b). W 1936 ukończył z tytułem inżyniera studia wojskowo-techniczne w Artyleryjskiej Akademii Dowódczej. 
Najprawdopodobniej brał udział w walkach II wojny światowej, jednak brak danych na ten temat.
9 grudnia 1951 jako pułkownik skierowany do służby w WP na stanowisko komendanta Centralnego Naukowo-Badawczego Poligonu Artyleryjskiego (zajmował je do 13 listopada 1956). Uchwałą Prezydium Rady Ministrów ZSRR z 9 sierpnia 1956 mianowany generałem majorem służby inżynieryjno-technicznej Armii Radzieckiej. W okresie służby w WP używał imienia Eugeniusz. 7 grudnia 1956 zakończył służbę w WP i wrócił do ZSRR do dyspozycji Głównego Zarządu Kadr Ministerstwa Obrony ZSRR. Dalsze jego losy nie są znane.

## Odznaczenia
- Krzyż Oficerski Orderu Odrodzenia Polski (1956)
- Order Lenina
- Order Czerwonego Sztandaru
- Order Czerwonej Gwiazdy
- Medal „Za zwycięstwo nad Niemcami w Wielkiej Wojnie Ojczyźnianej 1941–1945”